# Agomadaranus pardalis
Agomadaranus pardalis là một loài bọ cánh cứng trong họ Attelabidae. Loài này được Snelle van Vollenhoven miêu tả khoa học năm 1865.